# Timmernabben
Timmernabben è un'area urbana della Svezia situata nel comune di Mönsterås, contea di Kalmar.
La popolazione risultante dal censimento 2010 era di 1 276 abitanti.